# Muzeum Wikliniarstwa i Chmielarstwa w Nowym Tomyślu
Muzeum Wikliniarstwa i Chmielarstwa powstało w maju 1985 r. na terenie Parku Kultury i Wypoczynku w Nowym Tomyślu. Muzeum jest oddziałem zamiejscowym Muzeum Narodowego Rolnictwa i Przemysłu Rolno-Spożywczego w Szreniawie. Powstanie Muzeum Wikliniarstwa i Chmielarstwa w Nowym Tomyślu związane jest z ponad 200-letnią tradycją uprawy chmielu i wikliniarstwa w rejonie Nowego Tomyśla, Miedzichowa i Trzciela.

## Ekspozycja
Główna część ekspozycji znajduje się w przeniesionej z innej części miasta i częściowo zrekonstruowanej zabytkowej chacie osadnika olęderskiego z końca XVIII w. Wystawa na parterze obejmuje eksponaty wikliniarskie od czasów prehistorycznych poprzez odkrycia dokonane w Biskupinie, czasy nowożytne do współczesności. Dotyczy ona wyposażenia warsztatu wikliniarskiego i migracji uprawy z Ameryki Północnej do Europy wierzby amerykańskiej (Salix americana).
Wystawa na poddaszu poświęcona jest chmielarstwu: odmianom chmielu, metodom jego uprawy i sposobom praktycznego wykorzystania w przemyśle piwowarskim, kosmetycznym i farmaceutycznym. W pobliskim salicarium prezentowane są odmiany wikliny.
W znajdującej się obok zrekonstruowanej drewnianej stodole olęderskiej odbywają się prelekcje i prezentacje, a w przypadku złej pogody także imprezy plenerowe i warsztaty wikliniarskie. Na poddaszu stodoły umieszczono wyroby z wikliny pochodzące z organizowanych tutaj od 2001 r. Ogólnopolskich Plenerów Wikliniarskich i konkursów plecionkarskich.